# Росето (Пенсилванија)
Росето (енгл. Roseto) град је у америчкој савезној држави Пенсилванија.

## Демографија
По попису из 2010. године број становника је 1.567, што је 86 (-5,2%) становника мање него 2000. године.
| Група             | 2000.         | 2010.         |
| Белци             | 1.608 (97,3%) | 1.494 (95,3%) |
| Афроамериканци    | 3 (0,2%)      | 16 (1,0%)     |
| Азијати           | 6 (0,4%)      | 8 (0,5%)      |
| Хиспаноамериканци | 32 (1,9%)     | 43 (2,7%)     |
| Укупно            | 1.653         | 1.567         |